# Tulsa (film)
Tulsa è un film del 1949 diretto da Stuart Heisler. È un film drammatico western interpretato da Susan Hayward, Robert Preston e Pedro Armendáriz.

## Trama
Anni Venti. Cherokee Lansing, figlia di un ricco allevatore, scopre giacimenti petroliferi nei terreni ereditati dal padre dopo la sua morte. Compiute delle imprudenze economiche, viene soccorsa da Brad, suo innamorato, che finirà per sposare.

## Produzione
Il film, diretto da Stuart Heisler su una sceneggiatura di Frank S. Nugent e Curtis Kenyon e un soggetto di Richard Wormser, fu prodotto da Walter Wanger per la Walter Wanger Productions e girato a Tulsa, Oklahoma (alcune scene furono girate nel ranch di proprietà del governatore dell'Oklahoma, Roy J. Turner, a Sulpher), da fine giugno al 17 agosto 1948. Il brano della colonna sonora Tulsa fu composto da Mort Greene (parole) e Allie Wrubel (musica).

## Distribuzione
Il film fu distribuito negli Stati Uniti dal 26 maggio 1949 (première a Tulsa il 13 aprile 1949) al cinema dalla Eagle-Lion Films.
Altre distribuzioni:
- in Finlandia il 16 settembre 1949 (Tulsa - seikkailujen kaupunki)
- in Svezia il 17 ottobre 1949 (Tulsa - den brinnande staden)
- in Australia il 15 dicembre 1949
- in Portogallo il 12 gennaio 1950 (Tulsa - Ouro Negro)
- in Austria il 12 maggio 1950
- in Francia il 23 giugno 1950 (Tulsa)
- in Germania Ovest il 14 luglio 1950 (Erde in Flammen)
- in Giappone l'11 luglio 1951
- in Danimarca il 24 marzo 1952 (Olie - flydende guld)
- in Spagna il 30 novembre 1953 (Tulsa, ciudad de lucha)
- in Brasile (Ouro Negro) (Tulsa)
- in Grecia (Mia adesmefti gynaika)
- in Grecia (Tulsa)

## Riconoscimenti
- 1949 - Premio Oscar
  - Candidato per miglior effetti speciali[1]

## Critica
Secondo il Morandini il film è un "ben oliato dramma con buona dose di passionalità" e un'ottima regia.